# إدوارد يوردانيسكو
إدوارد يوردانيسكو (بالرومانية: Edward Iordănescu) (مواليد 16 يونيو 1978) هو لاعب سابق ومدرب كرة قدم روماني. وهو نجل المدرب السابق أنغيل يوردانيسكو.
شغل منصب المدير الفني لمنتخب رومانيا لكرة القدم،وفي يوليو 2024 ترك منصبه كمدير فني للمنتخب الروماني.

## وصلات خارجية
- إدوارد يوردانيسكو على موقع قاعدة بيانات كرة القدم.إي يو (الإنجليزية)
- إدوارد يوردانيسكو على موقع Soccerway.com (الإنجليزية)
- إدوارد يوردانيسكو على موقع عالم كرة القدم.نت (الإنجليزية)